# Elvira Betrone
Elvira Betrone (6 de febrero de 1881 – 11 de agosto de 1961) fue una actriz teatral, radiofónica, cinematográfica y televisiva de nacionalidad italiana. 

## Biografía
Su verdadero nombre era Elvira Sanipoli, y nació en Roma, Italia. Debutó en el escenario con la compañía teatral de Ermete Novelli, trabajando más adelante para las formaciones de Ruggero Ruggeri y de Virgilio Talli. En esta última compañía conoció a su futuro marido, el actor Annibale Betrone, con el que se casó el 20 de febrero de 1912. Tras el matrimonio, asumió el nombre artístico de Elvira Betrone en deferencia a su esposo, más célebre que ella, con el cual colaboró en muchas ocasiones a lo largo de su carrera.
En 1940, ya madura, se inició en el cine, encarnando a la condesa en Il sogno di tutti, film dirigido por Oreste Biancoli y László Kish. También trabajó en el cine junto a su marido, haciendo papeles como actriz de carácter, como el de una anciana madre (Un pilota ritorna, Tutta la vita in ventiquattro ore, Turbamento) o el de una noble (Gelosia). También fue la directora del orfanato en Teresa Venerdì, y la madre superiora en Un garibaldino al convento, ambas cintas de Vittorio De Sica. 
Su vida privada se vio marcada, en 1941, por un duelo: su hijo, el joven director y guionista Cino Betrone, teniente en el frente grecoalbanés durante la Segunda Guerra Mundial, cayó muerto. En memoria de su hijo se dedicó el film estrenado en 1943 Quelli della montagna, ideado por Cino e interpretado por su padre, Annibale. 
En 1950, tras fallecer su marido, Elvira se retiró de la escena, aunque volvió a actuar de vez en cuando, como en 1954, año en el que aceptó trabajar con Luchino Visconti en el drama Come le foglie, y en 1955 en Zio Vanja. Finalmente, en 1958, bajo dirección de Giorgio Strehler, trabajó en L'anima buona di Sezuan. También tomó parte en L'Arialda, de Giovanni Testori, en 1960, su último trabajo.
Elvira Betrone falleció en 1961 en Milán, Italia. Era tía del actor Vittorio Sanipoli.

## Selección de su filmografía

### Cine
- Il sogno di tutti, de Oreste Biancoli y László Kish (1940).
- Teresa Venerdì, de Vittorio De Sica (1941).
- Turbamento, de Guido Brignone (1941).
- Un garibaldino al convento, de Vittorio De Sica (1942).
- Un pilota ritorna, de Roberto Rossellini (1942).
- Gelosia, de Ferdinando Maria Poggioli (1942).
- La maestrina, de Giorgio Bianchi (1942).
- Noi vivi, de Goffredo Alessandrini (1942).
- Addio, Kira, de Goffredo Alessandrini (1942).
- C'è sempre un ma!, de Luigi Zampa (1943).
- Tutta la vita in ventiquattro ore, de Carlo Ludovico Bragaglia (1943).
- Nessuno torna indietro, de Alessandro Blasetti (1943).
- Piruetas juveniles, de Giancarlo Cappelli y Salvio Valenti (1944).
- Duello senza onore, de Camillo Mastrocinque (1949).
- Il brigante Musolino, de Mario Camerini (1950)
- Core 'ngrato, de Guido Brignone (1951)

### Televisión
- L'ufficiale della guardia, de Ferenc Molnár, dirección de Tatiana Pávlova, 7 de diciembre de 1956.
- Medea, de Eurípides, dirección de Sarah Ferrati, 11 de enero de 1957.
- I figli di Medea (1959), dirección de Anton Giulio Majano.
- Occhio di pollo, de Lorenzo Ruggi, dirección de Alessandro Brissoni, 25 de marzo de 1960.

## Radio
- Il cavaliere di Seingalt, de Giacomo Casanova, dirección de Guglielmo Morandi (28 de octubre de 1951).
- Il grande maestro di Santiago, de Henry de Montherlant, dirección de Guglielmo Morandi (7 de diciembre de 1951).